# Parco della Pellerina
Il Parco della Pellerina (ufficialmente Parco Carrara, La Pëlarin-a in piemontese) è il più grande parco urbano della città di Torino, con un'estensione di 837.220 m² (83,7 ettari). È collocato nella zona ovest della città tra il corso Regina Margherita a nord, il corso Appio Claudio a sud, via Pietro Cossa a ovest e corso Lecce a est. È attraversato dalla Dora Riparia e fa parte dei quartieri Lucento e Parella (incluso anche Campidoglio).

## Denominazione
Viene chiamato Parco della Pellerina da un'antica cascina, ubicata all'esterno del parco, per la precisione all'intersezione di corso Regina Margherita e via Pietro Cossa, che reca il nome di cascina della Pellerina (Cassin-a dla Pelarin-a in piemontese).
Una possibile, ma interessante interpretazione del nome deriva dall'accostamento della dizione pellerina, abitualmente utilizzato per denominare gli edifici o i locali dove venivano giudicati ed esposti i debitori insolventi (vedi l'ala del Comune di Villafranca Piemonte che ne mantiene il nome), con la pietra della berlina o pera berlina dove venivano messi appunto alla berlina gli stessi soggetti. In Piemonte se ne trovano esempi numerosi. I debitori insolventi venivano esposti senza mutande, onde il detto "picchiare il culo per terra" per indicare i soggetti in rovina economica.
Esiste un'altra possibile interpretazione: la cascina è situata lungo la strada che da Mont Saint Michel passa per la Sacra di San Michele in Val di Susa e termina al Santuario di San Michele Arcangelo, a Monte Sant'Angelo, conosciuta anche con il nome di "via di San Michele", il quale era un percorso frequentato da molti pellegrini e sembra che in questa località trovassero rifugio per la notte, prima di entrare in città. Di qui il nome del luogo, dove in seguito nacque la Cascina e "la Pellerina" sarebbe una contrazione del nome "la Pellegrina".
Il parco è ufficialmente dedicato a Mario Carrara (1866-1937), antropologo dell'università di Torino, uno dei soli 12 docenti universitari su oltre 1.200 che rifiutarono il giuramento di fedeltà al fascismo, ma è più noto ai torinesi come Parco della Pellerina.
 Dal 2009 tutta la porzione del parco a nord della Dora è stata dedicata alla memoria dei sette operai torinesi deceduti nel rogo della linea 5 dello stabilimento ThyssenKrupp il 6 dicembre 2007.
L'area dello stabilimento si trovava in corso Regina Margherita 400, proprio di fronte all'ingresso nord della Pellerina ed attualmente (2024), dopo la tragedia e la dismissione dello stabilimento, è ancora in attesa di una definitiva destinazione d'uso, nonostante dibattiti ed innumerevoli proposte.

## Storia
La prima idea del parco venne agli inizi del '900, ma soltanto negli anni 1930 incominciarono i lavori. La costruzione del parco continuò dopo il conflitto mondiale e ottenne la sistemazione attuale nei primi anni 1980.
Il corso del fiume Dora Riparia all'interno del parco fu ampiamente modificato, rendendolo molto più lineare.

## Caratteristiche
Il parco è molto sfruttato dagli abitanti della città di Torino come luogo di passeggiate e di allenamenti podistici, specialmente nelle giornate festive.
Al suo interno vi sono alcune strutture sportive, tra le quali una piscina, campi da calcio (sia di proprietà di società sportive e non), una pista di pattinaggio liberamente fruibile, una pista da BMX in terra battuta, campi da bocce e da tennis.
Oltre agli immancabili servizi igienici e chioschi, nella parte sud-est del parco è collocata una caserma dell'Arma dei Carabinieri. Nella zona est invece, al confine con corso Lecce, sorge un piazzale sterrato, creato negli anni '30 con le macerie derivate dalla demolizione della vecchia via Roma, che frequentemente accoglie il luna park, specialmente durante il periodo di carnevale. 
Due laghi artificiali, di differenti dimensioni, ospitano una fauna acquatica rappresentata da numerose famiglie di germani reali, folaghe, gallinelle d'acqua e cigni. In una depressione in prossimità dei due laghi si è recentemente, a seguito dell'alluvione dell'ottobre 2000, formato uno stagno completamente naturale, l'unico del genere nella città di Torino. Si tratta di una zona umida di modesta profondità (max 80 cm), circondata da una corona di canne di palude e di tife a foglie strette .
Tra la Dora e il Lago Grande, nella porzione nord, sorge la seicentesca cascina la Marchesa, che è la sede organizzativa della annuale maratona di Torino (Turin Marathon).
Teatro di grandi concerti e spettacoli negli anni 80', del Festival Pellerossa dal 1994 al 1996 e del Traffic Festival negli anni 2000 con nomi di spicco come Beppe Grillo, Los Lobos, Joan Baez e Iggy Pop, ha avuto un declino negli ultimi dieci anni a causa della poca sicurezza notturna del parco e delle continue chiusure della piscina estiva.

## Galleria d'immagini

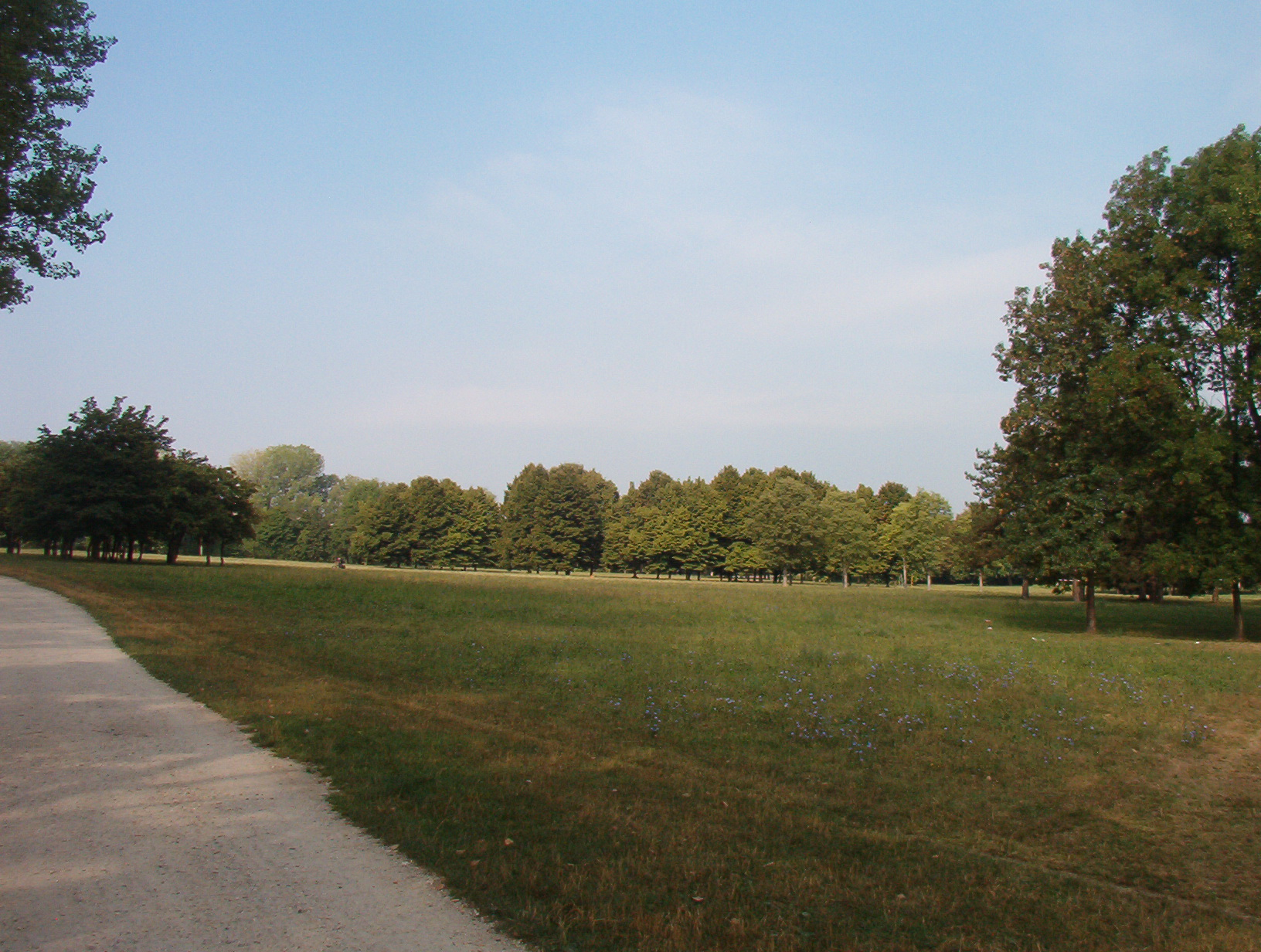
Uno scorcio della Pellerina. Il parco è dominato dalla presenza di alberi ad alto fusto alternati ad ampi prati e radure
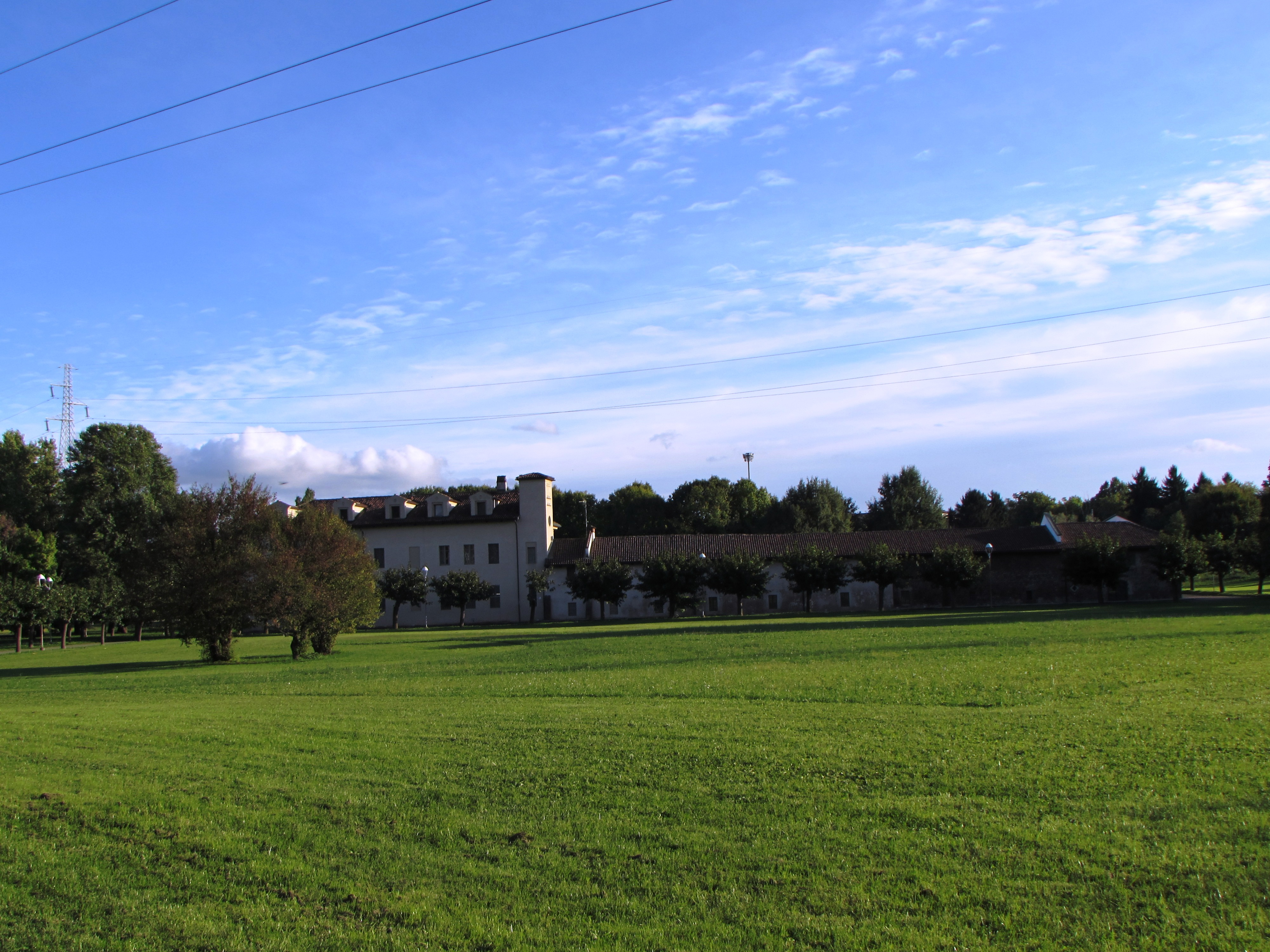
Veduta della Cascina Marchesa
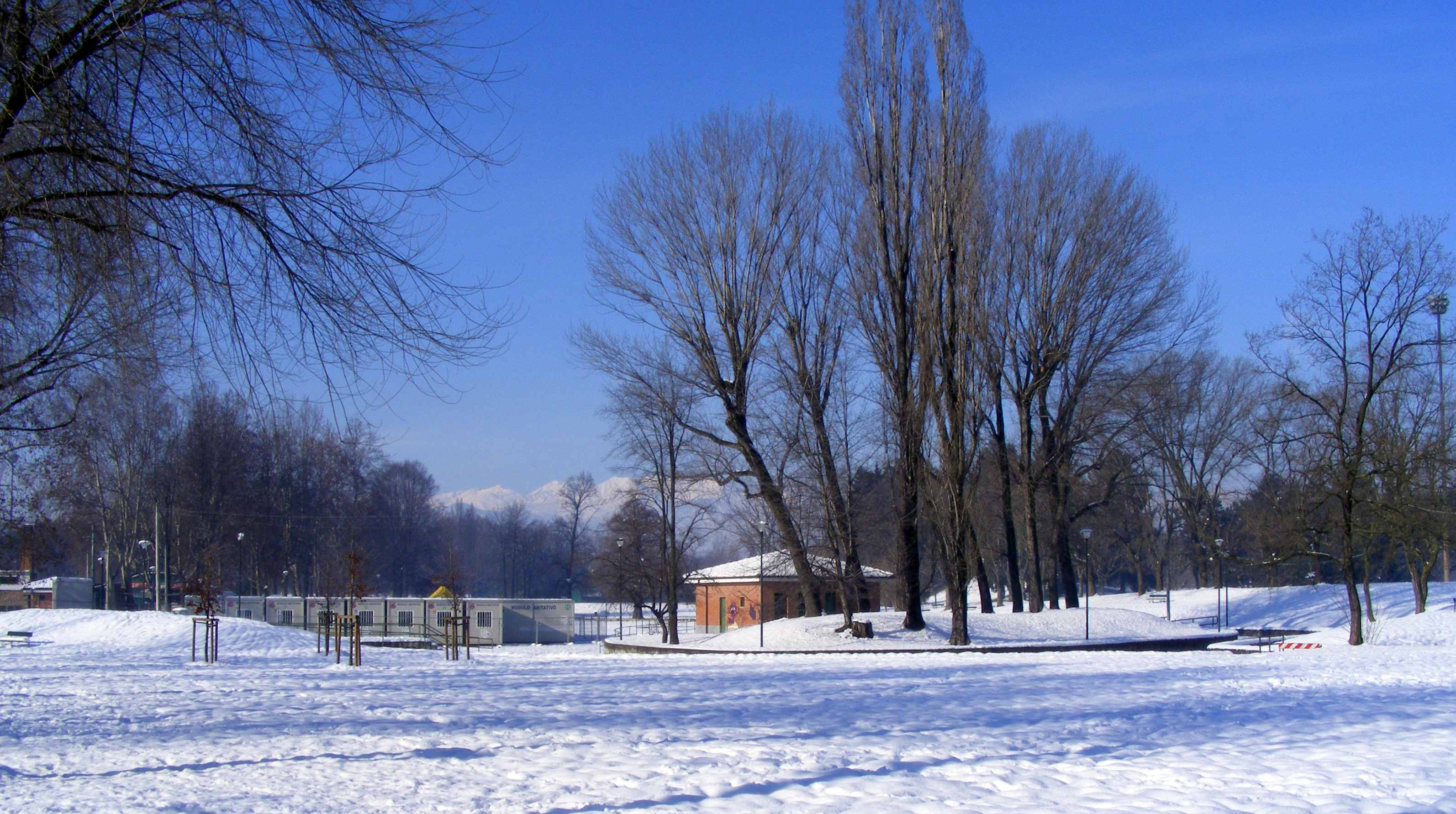
Il parco innevato nel gennaio 2009
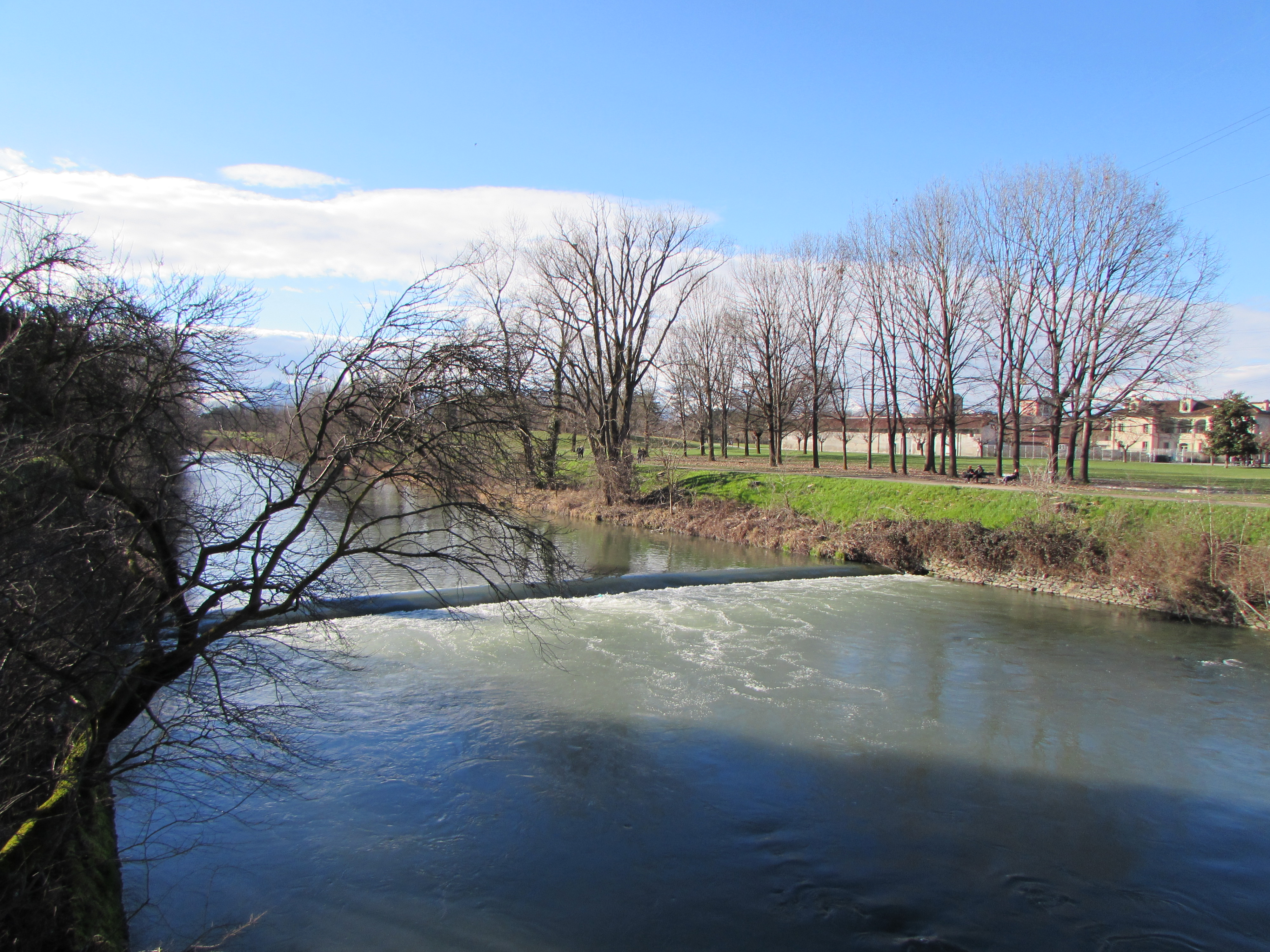
La Dora Riparia all'interno del Parco
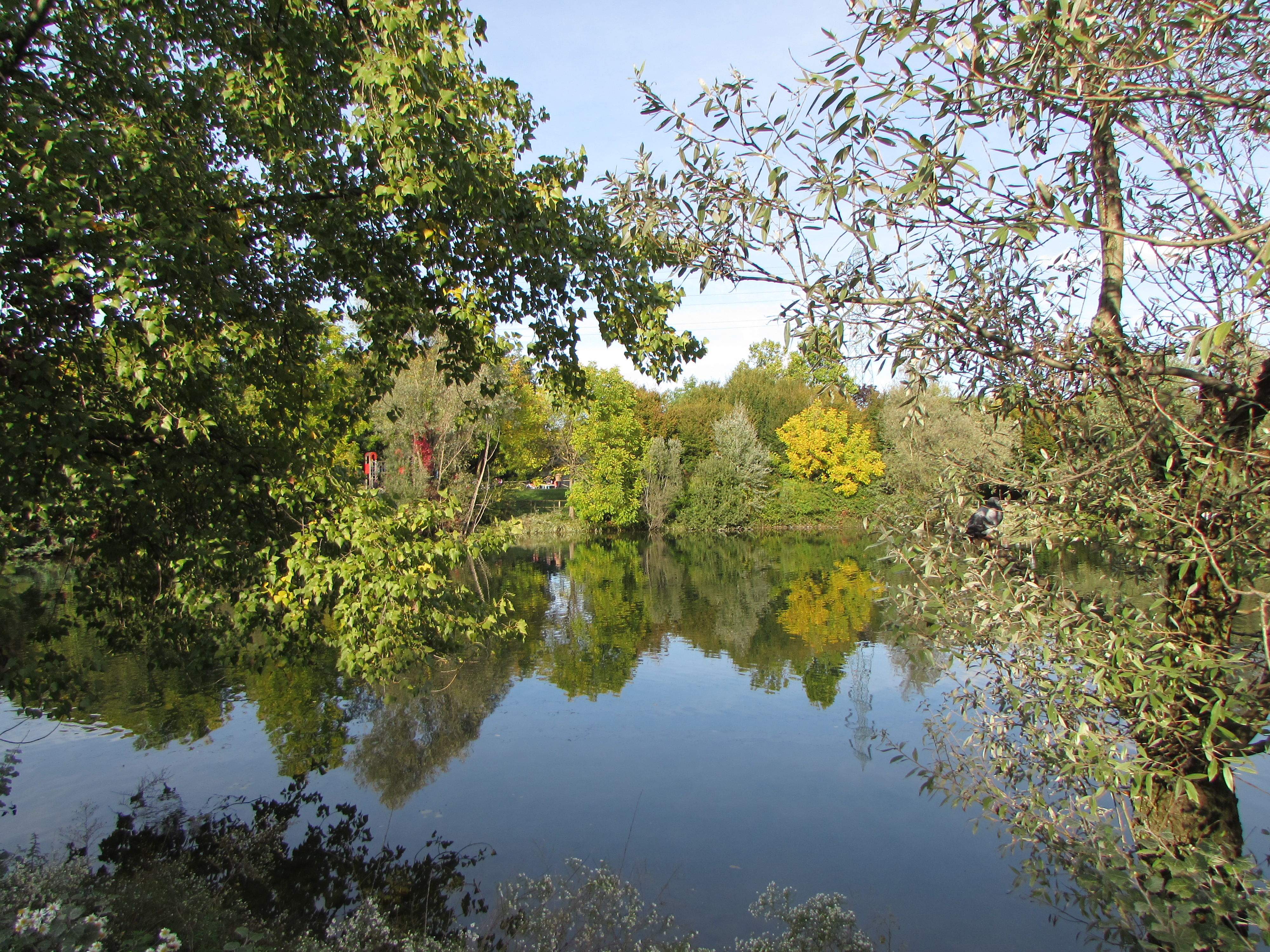
Stagno grande della Pellerina
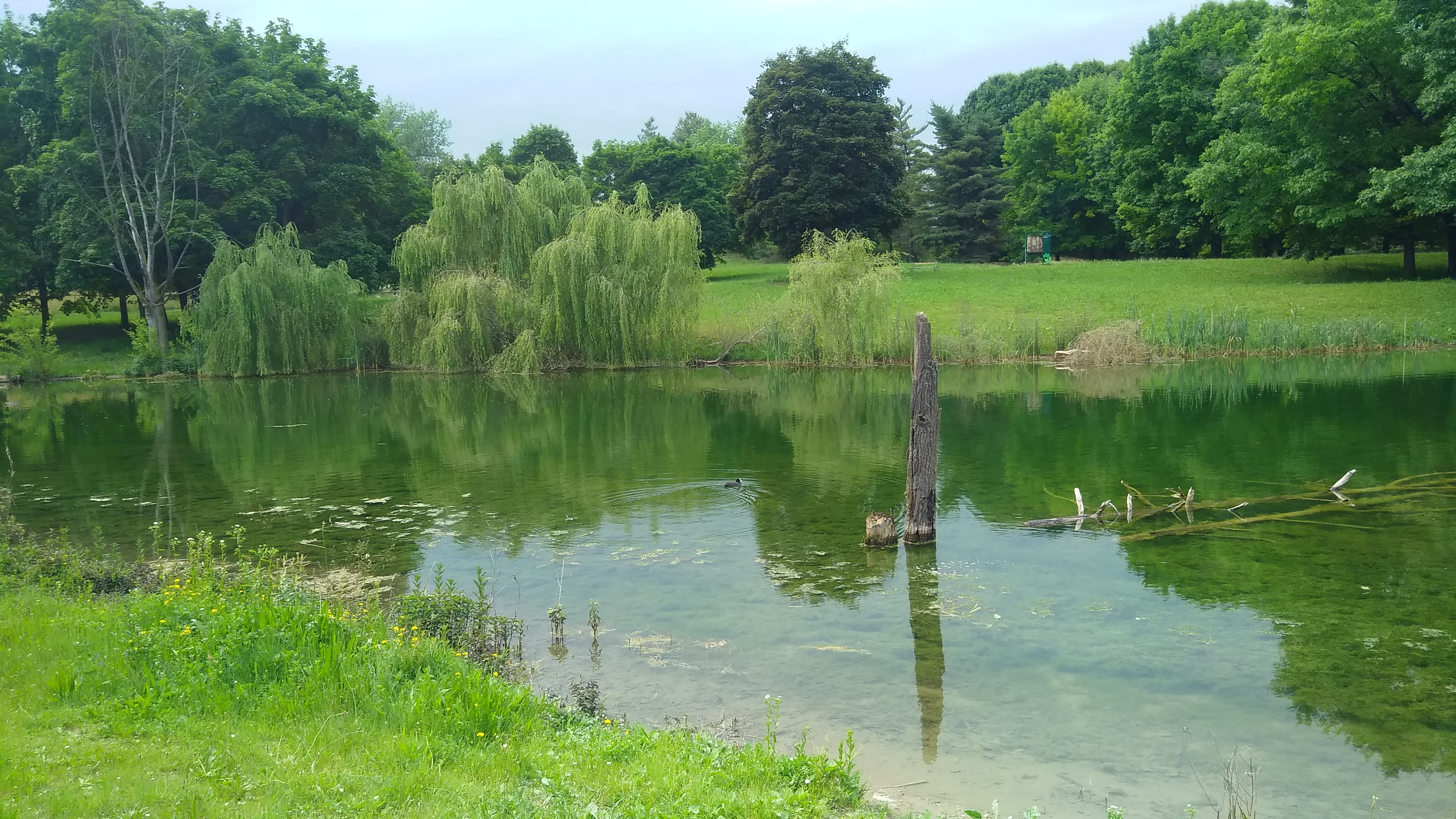
Lo stagno formatosi nell'alluvione del 2000